# La gran dormida
La gran dormida (títol original: The Big Sleep) és una pel·lícula britànica dirigida per Michael Winner, estrenada el 1978, adaptació de la novel·la homònima de Raymond Chandler. És la segona adaptació d'aquesta novel·la, després de la de Howard Hawks dirigida el 1946 amb el títol homònim. Ha estat doblada al català.

## Argument
Contractat pel general Sternwood per investigar sobre un afer de xantatge del qual és víctima la filla, Camilla Sternwood, Philip Marlowe ret visita a un llibreter de vell anomenat Geiger que aviat és trobat mort. Marlowe descobreix aleshores que les dues filles del general porten una doble vida.

## Repartiment
- Robert Mitchum: Philip Marlowe
- Sarah Miles: Charlotte Sternwood
- Richard Boone: Lash Canino
- Candy Clark: Camilla Sternwood
- Joan Collins: Agnes Lozelle
- Edward Fox: Joe Brody
- John Mills: Inspector Jim Carson
- James Stewart: General Sternwood
- Oliver Reed: Eddie Mars
- Harry Andrews: Norris
- Colin Blakely: Harry Jones
- Richard Todd: Comandant Barker
- Diana Quick: Mona Grant
- James Donald: Inspector Gregory
- Martin Potter: Owen Taylor

## Producció i rebuda
La gran dormida  és la segona adaptació de la novel·la de Chandler després d'aquella, mítica, dirigida el 1946 per Howard Hawks, protagonitzada per Humphrey Bogart i Lauren Bacall. La pel·lícula de Winner és també l'última de quatre adaptaciós de Chandler dirigides entre 1969 i 1978, les altres tres són Marlowe  de Paul Bogart, El llarg adéu de Robert Altman i Adéu, bonica, dirigida per Dick Richards. A la seva pel·lícula, Winner ha transposat l'acció del Los Ángeles dels anys 1940 a l'Anglaterra dels anys 1970 i Marlowe és un d'americà expatriat. Robert Mitchum, que interpreta el detectiu, ja havia encarnat el mateix personatge dos anys abans a Adéu bonica. És així l'únic actor que ha interpretat Marlowe dues vegades al cinema. Malgrat les llibertats que Winner pren amb l'enquadrament; la seva versió prou fidel al llibre, però és generalment jutjada inferior a la pel·lícula de Hawks. Recordem que el llibre, escrit el 1938 i publicat el 1939, és la primera novel·la de Chandler.